# Malasanità
La malasanità è una carenza generica della prestazione dei servizi professionali rispetto alle loro capacità che causa un danno al soggetto beneficiario della prestazione.

## Storia
Il giurista inglese Sir William Blackstone nei suoi Commentaries on the Laws of England (1768) parlò di mala praxis (poi diventato malpractice, un concetto giuridico simile a "negligenza") riferendosi all'attività medica. In seguito il termine venne ripreso nel 1879 su un giornale medico Poi divenne diffuso nella fine del XX secolo, fra gli episodi più importanti che destarono l'opinione pubblica ci fu quello dell'ospedale cardiochirurgico pediatrico di Bristol, dove per diversi anni (dal 1984 al 1995) ci fu un numero elevato di decessi
Altro caso fu quello del ginecologo del South Kent Hospital per cui, nel 1996, i suoi errori costarono caro ai pazienti. In Italia destarono l'attenzione dei mass media i fatti avvenuti nel nuovo reparto di terapia intensiva coronarica a Castellaneta (provincia di Taranto) dove in poco tempo morirono 8 persone: essendo un reparto ad alto rischio il problema non venne sollevato inizialmente e si comprese solo per caso dello scambio di tubi. I pazienti inalavano azoto invece di ossigeno, anche se ogni attrezzatura era stata sottoposta ad un duplice collaudo prima dell'apertura La malasanità può anche essere volontaria e coinvolgere le case farmaceutiche, che corrompono medici sia di ospedali che di famiglia, imponendo determinati farmaci a posto di altri, si ricorda a tal proposito l'"operazione Giove" per cui furono indagati medici di 7 ospedali diversi.
A volte sono i medici stessi ad ammettere i propri errori anche se hanno portato gravi conseguenze, come nel caso di Jesica Santillan, una ragazza messicana di 17 anni che attraversò illegalmente con la famiglia il confine per un trapianto eseguito nello stato del Nord Carolina. In quell'occasione il chirurgo fallendo l'operazione portò alla morte la ragazza.
Alla fine del XX secolo nei soli USA i costi per le cause legali sono arrivati ad un miliardo di dollari all'anno mentre i costi per le polizze erano arrivati a 5 I medici sono tenuti ad avere una specifica assicurazione per la responsabilità professionale che copre i loro errori, la cui polizza varia a seconda della specializzazione.

## Definizione
Nel corso degli anni sono state molte le definizioni di malasanità, Rosenthal nel 1995 la definiva come "una evidente e dimostrata mancanza di conoscenza e/o abilità nella conduzione della pratica clinica" Charles Bosk nei suoi scritti del 1986 invece ricorda quanto gli errori nei reparti di medicina cambino a seconda dell'incertezza tipica delle varie discipline. In tempi più recenti si sono sviluppati 4 concetti che devono coesistire per definire un dato evento come "malasanità": un obbligo dovuto e violato e che tale violazione ha portato danno al paziente (che può essere sia immediato che differito nel tempo).
In Italia, il termine malasanità è usato per indicare diversi fenomeni, tra cui:
- l'errore medico (es. amputazione della gamba sbagliata, errata diagnosi)[12]
- le cure o pratiche superflue, inutili e dannose (es. interventi chirurgici non necessari, farmaci somministrati senza giustificazione)
- la cattiva gestione della sanità pubblica (es. tempi lunghi nelle cure e nelle prenotazioni delle prestazioni)
- corruzione, speculazione e furti (es. macchinari acquistati e non usati, personale assente senza giustificazione)

### I ruolo delle parti
La parte lesa o chi per essa deve dimostrare durante il processo senza ombra di dubbio la diretta conseguenza dell'operato del medico rispetto al danno subito dal paziente mentre è compito della struttura e del medico fornire la prova contraria, dimostrando che l'operato non ha aggravato le condizioni del paziente o non ha fatto nascere una patologia nuova.
La ripartizione dell'onere probatorio tra le parti è disciplinata dalle regole della responsabilità contrattuale, poiché da lungo tempo la giurisprudenza afferma che tra paziente ed ente ospedaliero si conclude un vero e proprio contratto (di "spedalità" o di "assistenza sanitaria"). Oggi anche l'art. 7 della legge 8 marzo 2017, n. 24 (Disposizioni in materia di sicurezza delle cure e della persona assistita, nonché in materia di responsabilità professionale degli esercenti le professioni sanitarie) ha espressamente stabilito che quella della Struttura Sanitaria è una responsabilità di tipo contrattuale, mentre la responsabilità del singolo medico non scelto dal paziente è di tipo extracontrattuale.

## Organi
Esistono alcuni organi, come il general medical council, istituito nel 1858 i cui compiti sono di controllo sull'attività dei medici, in Italia è stata istituita una commissione d'inchiesta che deve valutare gli errori in sanità, con deliberazione della Camera dei deputati del 5 novembre 2008. La Commissione, costituitasi con l'elezione dell'Ufficio di Presidenza nella seduta del 1º aprile 2009, ha successivamente terminato la sua attività a seguito della conclusione anticipata della XVI Legislatura, il 22 gennaio 2013. 
Altre organizzazioni tengono a precisare i danni, come l'Association for Responsible medicine (ARM) che ha quantificato in circa un milione di persone quelle che hanno ricevuto danni per la malasanità

## Nel mondo
- In Australia il problema finanziario legato alla malasanità ha messo in rischio le attività private di migliaia di medici[15]
- Nel Canada il CMPA (Canadian Medical Protective Association) fondata nel 1901 che non è una compagnia di assicurazione, rappresenta oltre 30.000 medici quando nel 1945 ne rappresentava solo 3.000. Nella sua raccolta dei dati ha evidenziato come le cause della malasanità sono la mancanza del rapporto fra malato e medico ma soprattutto l'errato inserimento dei dati raccolti del paziente.[16]
- In Germania dal 1970 è stato fondato un ente, "Gutachterkommissionen und Schlichtungsstellen" che congiunto al MERS assiste le corti nelle decisioni per i casi di malasanità. Nelle oltre 7200 decisioni in più di 1600 si è concluso nel concedere una compensazione finanziaria per il paziente. I reparti più a rischio per una non corretta diagnosi sono l'ortopedia e la traumatologia.[17]
- In Giappone studi condotti hanno dimostrato come l'incidenza della malasanità sia in aumento, ed è stata avanzata l'ipotesi di fornire un incentivo economico per migliorare la qualità generale ma dubbi si sono espressi sull'efficacia di tale idea.[18]
- In Italia i dati ufficiali cambiano a seconda della fonte: l'associazione degli anestesisti parla di 14 000 morti all'anno mentre il dato aumenta sino a 50 000 decessi secondo l'Assinform, si era anche stimata una media di 90 decessi al giorno che non può trovare riscontro pratico in quanto è un dato impossibile da valutare ed ha sollevato numerosi dubbi, i dati più alti di errori evitabili si ritrovano nel corso di operazioni (32%) e nei reparti di degenza e urgenza.[19] Più dell'80% dei processi che si effettuano si risolvono con l'innocenza dei medici imputati.[20] Il problema è collegare la morte del paziente alla inefficienza del trattamento scelto dai medici, come nel caso della "flebo - killer" del dicembre 1994 quando a Pavia si vide la morte di due anziani.[21] L'articolo 2236 del codice civile ricorda che i casi vengono limitati agli episodi di dolo e colpa grave, mentre la cassazione ha più volte previsto l'assoluzione nei casi in cui le patologie sono poco conosciute o poco studiate in letteratura[22] In tali casi l'ospedale non deve seguire l'art 1176 primo comma cod. civ (del buon padre di famiglia) ma l'ex art. 1176 secondo comma cod. civ. che lo configura come debitore qualificato che comporta la necessaria perizia da parte del medico[23]. Tuttavia, il ricorso al giudice deve essere necessariamente preceduto da un tentativo di conciliazione obbligatorio (la c.d. mediaconciliazione) che deve essere tenuto dinnanzi ad un ente di conciliazione[24].
- Nel Kazakistan molto scalpore fece il caso dei medici (21 in tutto) che trasmisero l'Aids a più di cento bambini causando la morte di almeno 10 di loro.[25]
- In Messico, grazie alla "Comisión Nacional de Arbitraje Médico" (CONAMED), sono stati stimati all'anno 17.000 casi di malasanità che hanno portato alla denuncia dei medici, di questi il 5% è favorevole alla vittima.
- Negli USA uno studio condotto su più di 1400 casi mostra come nel 72% dei casi i processi si concludono con l'innocenza dei medici imputati[26] Molta importanza durante i processi hanno i "testimoni esperti", la cui professionalità deve essere riconosciuta e attestata[27]
- Nella Spagna, l'ospedale "general Gregorio Maranon" è stato più volte coinvolto per diversi episodi di malasanità, come quello del 1988[28] e successivamente nel 1995 quando venne operato un anziano per un tumore che non aveva, morto per complicanze durante l'operazione; in quest'occasione i parenti ebbero come risarcimento 155.000 euro.[29] Il danno, secondo la loro giurisprudenza deve essere considerato "sproporzionato".[30]
- Nella Svezia si è tentato un diverso approccio con il piano "Patient Injury Insurance"[31] e il Medical Responsibility Board (MRB)[32]

## Nella cultura di massa
La malasanità ha ispirato diversi telefilm, fra cui E.R. - Medici in prima linea dove Luka Kovač è stato poi assolto in un processo di malasanità riguardante un carpentiere nella tredicesima stagione;